# نبیلووی
نبیلووی (به چکی: Nebílovy) یک منطقهٔ مسکونی در جمهوری چک است که در Plzeň-South District واقع شده‌است. نبیلووی ۵٫۲۵ کیلومتر مربع مساحت و ۳۱۲ نفر جمعیت دارد و ۴۲۸ متر بالاتر از سطح دریا واقع شده‌است.